# Андрєєва Яніна
Яніна Андрєєва (нар. 12 березня 1984, Київ, Україна) — українська акторка, теле- та радіоведуча. 
Виконавиця головної ролі в телесеріалі «Школа» на телеканалі 1+1. Ведуча програми «Київ. Newsroom» на телеканалі «Київ».

## Життєпис
Народилася в Києві. Дитинство провела на території Казахстану й України. Змалку мріяла бути акторкою. У школі була активісткою, за наполяганням батьків вступила до Київського національного університету культури і мистецтв на факультет «Дикторка і ведуча телебачення».
Експериментувала в різних амплуа: була журналісткою, асистенткою режисера і діджейкою на радіо. Пропрацювавши два роки на радіостанції, вирішила спробувати роботу телеведучої.
Андрєєва була ведучою програми «Вікна» на телеканалі СТБ, ведучою економічних новин на телеканалі «Сіті», діджейкою на «Народному» та «Нашому радіо», знімалась у серіалах «Янгол-охоронець», «Єфросинія», «Ключі від серця».
У 2016 році була ведучою дорожньо-транспортного проєкту «ДжеДАІ» на телеканалі «2+2».
У 2017 році знялася в головній ролі в україномовному телесеріалі «Школа», прем'єра якого відбулася 15 січня 2018 року на телеканалі «1+1». У серіалі виконала роль успішної підприємиці та вчительки економіки Катерини Білозерської, яка втратила зв'язок з донькою-підліткою.
У 2020 році стала ведучою програми новин «Київ. Newsroom» на телеканалі «Київ».
Одружена з Дмитром Силенком, має доньку Вероніку.

## Фільмографія

### Телебачення
| Рік         | Назва                 | Роль                 | Примітка                | Дж.   |
| ----------- | --------------------- | -------------------- | ----------------------- | ----- |
| 2005        | Банкірші              |                      | Епізоди                 |       |
| 2005 — 2006 | Сестри по крові       | Циганка              | Епізоди                 |       |
| 2006        | Всё включено (рос.)   |                      | Епізоди                 |       |
| 2009        | Викрадення богині     | Секретарка Орлова    | Епізоди                 |       |
| 2018 — 2019 | Школа                 | Катерина Білозерська | Головна роль            |       |
| 2020        | Агенти справедливості |                      | Серія: «Кривава флешка» | [ 5 ] |